# TFEC
TFEC‏ (Transcription factor EC) هوَ بروتين يُشَفر بواسطة جين TFEC في الإنسان.